# 粉红玉螺
粉红玉螺（学名：Natica tabularis），是异足目玉螺科玉螺属的一种。主要分布于韩国、中国大陆、台湾，常栖息在浅海沙底、潮下带。